# Vitry-en-Montagne
 Vitry-en-Montagne  es una población y comuna francesa, en la región de Champaña-Ardenas, departamento de Alto Marne, en el distrito de Langres y cantón de Auverive.

## Demografía
| 68 | 66 | 56 | 44 | 48 | 41 |
| Para los censos de 1962 a 1999 la población legal corresponde a la población sin duplicidades (Fuente: INSEE [Consultar]) |    |    |    |    |    |